# Brembate di Sopra
Brembate di Sopra ist eine italienische Gemeinde (comune) mit 7979 Einwohnern (Stand 31. Dezember 2023) in der Provinz Bergamo, Region Lombardei.

## Geographie
Brembate di Sopra liegt etwa 7 km nordwestlich der Provinzhauptstadt Bergamo und 45 km nordöstlich der Millionen-Metropole Mailand.
Die Nachbargemeinden sind Almenno San Bartolomeo, Barzana, Mapello, Ponte San Pietro und Valbrembo.

## Städtepartnerschaften
Seit 2001 existiert eine Städtepartnerschaft mit  Ostrów Mazowiecka in  Masowien, Polen.

## Persönlichkeiten
- Umberto Colombo (* 1880; † unbekannt), italienischer Leichtathlet
- Corrado Maggioni (* 1956), römisch-katholischer Ordensgeistlicher, Präsident des Päpstlichen Komitees für die Eucharistischen Weltkongresse